# Dermadena lactophrysi
Dermadena lactophrysi är en plattmaskart. Dermadena lactophrysi ingår i släktet Dermadena och familjen Lepocreadiidae. Inga underarter finns listade i Catalogue of Life.